# 우둔이
우둔이(중국어 정체자: 吳敦義, 병음: Wú Dūnyì, 1948년 1월 30일~)는 중화민국의 정치인이다. 소속 정당은 중국 국민당이며 중화민국의 제13대 부총통(2012년 5월 20일~2016년 5월 20일)을 역임하였다.
국립 타이완 대학 역사학과를 졸업했으며 1973년 타이베이시 의회 의원이 되면서 정계에 입문했다. 난터우 현장(1981년~1989년)과 가오슝 시장(1990년 6월 18일~1998년 12월 20일), 국민당 서기장(2007년 2월 27일~2009년 10월 17일), 중화민국 행정원장(2009년 9월 10일~2012년 2월 6일)을 역임했다.
2012년 총통 선거에서 국민당 소속으로 출마한 마잉주 후보의 러닝메이트로 출마했으며 51.5%의 득표율로 당선되었다. 그 밖에 국민당 부총재(2014년 6월 4일~2014년 12월 1일)와 총재 권한대행(2014년 12월 3일~2015년 1월 19일)을 역임했다.
2017년 국민당 주석 경선에 출마해 직전 주석이었던 훙슈주를 꺾고 당선됐다. 이후 2018년 지방 선거에서 대승을 이끌어냈다. 그러나 2020년 총통 선거와 입법위원 선거에서 국민당이 패배하자 이에 책임을 지고 주석직에서 물러났다.

## 역대 선거 결과
| 선거명               | 직책명   | 선거구              | 대수 | 정당   | 득표율 | 득표수      | 결과 | 당락 |
| -------------------- | -------- | ------------------- | ---- | ------ | ------ | ----------- | ---- | ---- |
| 1981년 지방 선거     | 현장     | 난터우 현           | 9대  | 국민당 | 60.54% | 130,322표   | 1위  | 당선 |
| 1985년 지방 선거     | 현장     | 난터우 현           | 10대 | 국민당 | 100%   | 220,468표   | 1위  | 당선 |
| 1994년 직할시 선거   | 시장     | 가오슝시            | 6대  | 국민당 | 54.46% | 400,766표   | 1위  | 당선 |
| 1998년 직할시 선거   | 시장     | 가오슝시            | 6대  | 국민당 | 48.13% | 383,232표   | 2위  | 낙선 |
| 2001년 입법위원 선거 | 입법위원 | 난터우 현           | 5대  | 국민당 | 30.35% | 75,042표    | 1위  | 당선 |
| 2004년 입법위원 선거 | 입법위원 | 난터우 현           | 6대  | 국민당 | 27.57% | 59,479표    | 1위  | 당선 |
| 2008년 입법위원 선거 | 입법위원 | 난터우 현 제1선거구 | 7대  | 국민당 | 67.12% | 64,295표    | 1위  | 당선 |
| 2012년 총통 선거     | 부총통   | 타이완 지구         | 13대 | 국민당 | 51.60% | 6,891,139표 | 1위  | 당선 |